# Chaussée de Sotuba
Die Chaussée de Sotuba ist eine bei Niedrigwasser trockenfallende und dann befahrbare natürliche Straße über den Niger in Bamako, Mali. 
Der an dieser Stelle rund 1400 m breite Strom fließt dort über die rapides de Sotuba (Stromschnelle von Sotuba), eine ausgedehnte flache felsige Schwelle, in der das wenige Wasser der Trockenzeit nur durch zwei tiefe, aber kaum 20 m breite Rinnen fließt.
Anfang des 20. Jahrhunderts war Bamako, damals noch Joliba genannt, ein kleiner Ort mit kaum 10.000 Einwohnern am linken, nördlichen Ufer des Nigers. Das dünn besiedelte rechte Ufer konnte nur mit den Pirogen der Einheimischen erreicht werden. Für die Kolonialverwaltung von Französisch-Westafrika bzw. Französisch-Sudan wurde das Problem der Verbindung zum 170 km südlich gelegenen Bougouni immer wichtiger.
1921 beschloss man daher, eine Straße über die felsige Schwelle anzulegen und für die Perioden mit höherem Wasserstand eine Dampf-Fähre für 1 Lkw oder 2 Pkw oder 24 Personen oder 20 Esel einzurichten.
Die 1927 fertiggestellte Straße ist rund 1600 m lang. Sie beginnt am Nordufer am Stadtteil Sotuba und endet am Südufer an der Centrale hydroélectrique de Sotuba, dem zwischen 1964 und 1966 erbauten Laufwasserkraftwerk und unmittelbar neben der 2011 eröffneten Pont de l’amitié sino-malienne, der dritten Nigerbrücke.
Die Straße verläuft zum Teil auf dem blanken Fels, zum Teil hat sie eine befestigte Fahrbahn. Die beiden Rinnen und kleinere Spalten werden mit Steinbrücken überquert. Die Straße ist einspurig mit fünf Ausweichstellen. Üblicherweise wird sie zwischen Juli und Januar überspült. Bei steigendem Wasser wird sie auf behördliche Anordnung gesperrt. Mindestens ein junger Motorradfahrer, der die Strömung falsch einschätzte, ertrank in den Fluten des Nigers.